# Корветы типа «Фатахиллах»
Корветы типа «Фатахиллах» — серия из трёх корветов, состоящих на вооружении ВМС Индонезии. Построены компанией Wilton-Fijenoord, Схидам в 1978–1980 годах.

## История
Заказ на постройку трёх кораблей серии размещён в августе 1975 года.

## Конструкция
Проектирование кораблей осуществляла компания NEVESBU.

### Двигательная установка
Двигательная установка состоит из двух дизелей экономического хода MTU 20V 956 TB92 общей мощностью 10 070 л.с. и форсажной турбины RR Olympus TM3B мощностью 24 440 л.с.

### Вооружение
В средней части корабля, между дымовой трубой и кормовой надстройкой, установлены пусковые установки для противокорабельных ракет MM 38 Exocet французской компании «Aerospatiale». Максимальная дальность стрельбы составляет 42 км, скорость 0,9 М, масса боевой части 165 кг. Наведение на маршевом участке инерциальное, на терминальном — активное радиолокационное.
Основное артиллерийское вооружение — универсальная 120-мм/46 установка «Бофорс», расположенная в носовой части корабля. Скорострельность 80 выстрелов в минуту, максимальная дальность стрельбы 18,5 км, масса снаряда — 21 кг.
Также используются 40-мм/70 АУ «Бофорс». На первых двух кораблях серии установка расположена на корме, на третьем корабле для размещения площадки и ангара для вертолёта два автомата расположены побортно у кормовой надстройки вместо торпедных аппаратов. Скорострельность установки составляет 300 выстрелов в минуту, дальность стрельбы 12 км, масса снаряда 0,96 кг.
В качестве зенитного оружия используется 20-мм АУ «Рейнметалл» со скорострельностью 1000 выстр./мин, дальностью стрельбы 2 км и саммой снаряда 0,24 кг.
На первых двух кораблях серии по обе стороны от кормовой надстройки расположены два трёхтрубных 324-мм торпедных аппарата Mk32 или ILAS 3 для противолодочных торпед Mk46 или A244S. Боезапас 12 торпед. Самонаведение активное или пассивное. Дальность стрельбы до 11 км, скорость до 40 уз., масса боевой части 44 кг. На третьем корабле вместо торпедных аппаратов установлены 40-мм АУ. 
В носовой надстройке перед мостиком установлен двуствольный наводимый 375-мм противолодочный бомбомёт «Бофорс». Боезапас состоит из 54 реактивных глубинных бомб Erika с дальностью стрельбы 1600 м и Nelli с дальностью 3600 м.

### Электроника и средства обнаружения
Управление кораблём осуществляется с помощью БИУС Signaal SEWACO-RI.
Радиолокационное оборудование состоит из РЛС обзора воздушного пространства и поверхности Signaal DA05 диапазона E/F с дальностью обнаружения 137 км для целей с ЭПР 2 м² (на грот-мачте), РЛС обзора поверхности Racal Decca AC 1229 диапазона I (на фок-мачте) и РЛС управления огнём Signaal WM28 диапазона I/J и дальностью 46 км (над мостиком). 
Также имеется оптоэлектронная система наведения Signaal LIROD.
ГАС — Signaal PHS-32 внутрикорпусная активная среднечастотная.
Система радиоэлектронного противодействия — MEL Susie 1 (UAA-1). Пассивные контрмеры включают 8-ствольные наводимые пусковые установки радиолокационных помех с радиусом действия 1 км (две побортно в задней части носовой надстройки). Корабли оснащены противоторпедной системой T-Mk6.

### Авиагруппа
На третьем корабле серии предусмотрена взлётно-посадочная площадка и раздвижной ангар для малого вертолёта. Для этого переконфигурирована кормовая часть корабля, откуда демонтирована 40-мм АУ.

### Различия в конструкции
Третий корабль в серии, Nala, оснащён взлётно-посадочной площадкой и раздвижным ангаром для малого вертолёта. Для размещения вертолёта демонтирована кормовая 40-мм АУ «Бофорс». Также демонтированы два трёхтрубных торпедных аппарата, располагавшиеся побортно у кормовой надстройки, вместо них установлены два 40-мм АУ «Бофорс».

## Модернизация
Ожидается проведение модернизации середины срока службы. БИУС Signaal SEWACO-RI планируется заменить на Ultra, а радар обзора воздушного пространства и поверхности Signaal DA05  на Terma Scanter 4100.

## Служба
Корабли типа «Фатахиллах» являются наиболее интенсивно используемыми крупными боевыми кораблями индонезийского флота.
25 августа 2002 года корабли осуществили три успешных пуска противокорабельных ракет «Экзосет».
В январе 2007 года KRI Fatahillah входил в состав группы из нескольких кораблей ВМС Индонезии и корабля ВМС США, которые вели поиск пропавшего самолёта «Боинг 737» рейса 574 авиакомпании «Adam Air». Корабль обнаружило несколько неопознанных металлических предметов, которые могли быть частью пропавшего самолета. 
KRI Nala также был направлена на поиски пропавшего рейса 574 компании «Adam Air».  

## Состав серии
| Название       | Номер | Верфь                                | Заложен    | Спущен     | В строю    | Статус  |
| -------------- | ----- | ------------------------------------ | ---------- | ---------- | ---------- | ------- |
| KRI Fatahillah | 361   | Wilton-Fijenoord, Схидам, Нидерланды | 31.01.1977 | 22.12.1977 | 16.07.1979 | В строю |
| KRI Malahayati | 362   | Wilton-Fijenoord, Схидам, Нидерланды | 28.07.1977 | 19.06.1978 | 21.03.1980 | В строю |
| KRI Nala       | 363   | Wilton-Fijenoord, Схидам, Нидерланды | 27.01.1978 | 11.01.1979 | 04.08.1980 | В строю |